# Costituzione della Svezia
La Costituzione della Svezia (in svedese Sveriges grundlagar) è una raccolta costituzionale di quattro leggi giuridicamente fondamentali che, insieme, determinano la struttura, ed il vertice della gerarchia delle fonti dell'ordinamento giuridico svedese.
Nello specifico, sono categorizzate come leggi fondamentali:
- Strumento di Governo del 1974 (in svedese Regeringsformen);
- Legge fondamentale sulla Libertà di stampa del 1949 (in svedese Tryckfrihetsförordningen);
- Legge fondamentale sulla Libertà di espressione del 1992 (in svedese Yttrandefrihetsgrundlagen);
- Atto di Successione del 1810 (in svedese Successionsordningen).

Per quanto riguarda invece la “Legge sul Parlamento” (in svedese Riksdagsordningen), emanata congiuntamente allo “Strumento di Governo” nel 1974, la dottrina tende solitamente a considerare quest’ultima a metà strada tra una legge fondamentale e una legge ordinaria, vista la presenza di alcuni capitoli principali che hanno fornito protezioni simili alle leggi fondamentali, ed altri capitoli aggiuntivi che invece richiedono solo una semplice maggioranza parlamentare per essere modificati.
In generale, tuttavia, regolando il funzionamento dello Stato, esse sono poste al di sopra di tutte le altre leggi nazionali, ma sono comunque sottoposte, in seguito all’adesione a quest’ultime tramite trattato internazionale, alle norme fondamentali sovranazionali come la Convenzione europea per la salvaguardia dei diritti dell'uomo e delle libertà fondamentali (CEDU) o altri accordi europei o dell'Organizzazione delle Nazioni Unite.

## Contenuto per atto legislativo

### Strumento di Governo (1974)
La più importante legge fondamentale è lo “Strumento di Governo”, emanata nel 1974. Essa stabilisce i principi fondanti del sistema politico svedese e garantisce Libertà e diritti fondamentali.
Nello specifico, lo Strumento di governo stabilisce le modalità di scelta del Primo ministro, che viene nominato dal Talman del Riksdag, a seguito di un voto dello stesso, secondo gli schemi della democrazia rappresentativa.
In tal senso, dunque, un candidato Primo ministro ottiene la fiducia del Riksdag quando la maggioranza dello stesso non vota contro la sua nomina, rendendo così possibile la formazione di potenziali governi di minoranza, purché opportunamente sostenuti al bisogno (Cap. 6, Art. 3). Successivamente, il Primo ministro ha poi la facoltà di scegliere gli altri membri del governo. 
Nei riguardi del monarca, invece, l’atto legislativo, pur lasciandolo nella figura di capo dello stato (e rendendo dunque il paese una chiara monarchia parlamentare), ha fattualmente eliminato tutti i suoi poteri politici, riducendolo a un ruolo meramente cerimoniale e simbolo dell’unità nazionale. Ciononostante  questi può comunque richiedere aggiornamenti al Primo ministro sulle materie trattate e sulla situazione del paese. 
Legislativamente parlando, invece, lo Strumento ha delineato anche tutte le procedure aggravate atte a revisionare le leggi fondamentali: in tal senso, il Riksdag deve procedere a due votazioni a maggioranza semplice circa lo stesso progetto di legge di revisione costituzionale, separate da un'elezione generale (Cap. 8, Art. 14). In ogni caso, tra la proposta di modifica costituzionale e l'elezione deve trascorrere un periodo di tempo non inferiore a nove mesi, a meno che la “Commissione sulla Costituzione” non disponga diversamente tramite un voto a maggioranza di 5/6 dei suoi membri. Se richiesto da un terzo dei membri del Riksdag, infine, tra le due votazioni può essere svolto un referendum popolare vincolante circa il progetto di modifica costituzionale.
In definitiva, dunque, con questa legislazione, la Svezia ha essenzialmente codificato una prassi di de facto parlamentarismo, cominciato, nella sua forma moderna, dal 1917 e, nella sua forma più primordiale, sin dal 1719. Nel 2011, in seguito all’entrata in vigore di alcuni emendamenti approvati nel 2009, sono stati rafforzati vari aspetti della legislazione, specie in materia di diritti e tutela della minoranza Sami, parimenti ad una chiarificazione generale del testo.

### Leggi fondamentali sulla Libertà di stampa (1949) e sulla Libertà di espressione (1992)
Altre due leggi fondamentali, poi, garantiscono, rispettivamente, la libertà di stampa e la libertà di espressione.
Nello specifico, la Legge fondamentale sulla Libertà di stampa eredita in buona parte le disposizioni già delineate nell' “Atto sulla Libertà di stampa del 1766”, che abolì la censura ma, al tempo stesso, la ammetteva in caso di "violazioni", tra le quali rientravano la blasfemia o le critiche al governo. La nuova Legge fondamentale, invece, ha rimosso la possibilità di effettuare censure sulla base delle suddette "violazioni", limitandola ai classici parametri previsti giudizialmente all’interno dello stato di diritto.
Altra fondamentale innovazione della Legge sulla Libertà di stampa, infine, è stata la codificazione, al Cap. 2, Art. 2, del cosiddetto “Principio dell’Accesso Pubblico” (o della Pubblicità giuridica), che prevede l’obbligatoria pubblicazione di tutti gli atti e le informazioni create o ricevute dalla pubblica amministrazione (vincolandola, nel caso, a fornirle su richiesta), sebbene con le dovute limitazioni per ragioni di ordine pubblico, procedimenti giudiziari pendenti e sicurezza nazionale. 
La Legge fondamentale sulla Libertà di espressione, invece, si occupa di eliminare qualsivoglia vincolo circa la libertà di espressione, in qualunque mezzo di comunicazione al di fuori della stampa, includendo quindi radio, televisione, internet e mezzi simili.

### Atto di Successione (1810)
Le origini della suddetta sono da rintracciare addirittura al 1544, quando si rese necessario regolare la successione al trono, dato che il precedente sistema, su base elettiva, venne soppiantato da quello ereditario. Nello stesso anno, pertanto, la prima legge di rango costituzionale fu emanata per tali scopi.
Successivamente, nel 1810, in seguito alle emerse problematiche determinate dall’assenza di un futuro erede al Re Carlo XIII di Svezia, un nuovo Atto di successione fu emanato sulla base di un accordo tra il vecchio Parlamento, il cosiddetto Riksdag degli Stati, ed il Casato di Bernadotte, guidato dal suo esponente Jean-Baptiste Jules Bernadotte, il futuro Carlo XIV Giovanni.
In tempi più recenti (1980), infine, l'Atto di Successione fu emendato, abrogando il principio di primogenitura agnatizia di preferenza maschile (secondo la cosiddetta “Legge salica”), e sostituendolo con quello assoluto.